# 蘆名實
蘆名實（日语：芦名 みのる，1977年3月13日—），本名：橫山稔，日本獸醫、動畫導演、編劇。出身於兵庫縣明石市。日本大學生物資源科學院獸醫學系出身。
現在居住於茨城縣筑波市，動畫工作室STUDIO PUYUKAI經營者。除此之外，他也從事獸醫「兼職動畫家」。
他所負責的動畫幾乎都是原作的番外篇，而且故事是將角色變成「SD」（即所謂的二頭身）角色的故事，與正傳相比，滑稽的程度有很大的提升。

## 作品列表

### 電視動畫
2013年
- （導演、編劇、演出）

2015年
- 昴宿昴宿小星團（導演、編劇、演出）

2016年
- Re:從零開始的休息時間、Re:從小劇場開始的異世界生活（導演、編劇、演出）

2017年
- （導演、編劇、演出）
- （導演、編劇、演出）
- 咕嚕咕嚕魔法陣小劇場（導演、編劇、演出）
- 少女週末授課（導演、編劇、演出）

2018年
- 怪獸娘 ～奧特怪獸擬人化計劃～ (第2期)（導演、劇本統籌、編劇、分鏡、演出、設定、攝影監督、ED動畫製作）
- 昴宿昴宿小星團2（導演、編劇、演出）
- 昴宿昴宿小星團3（導演、編劇）

2019年
- 異世界四重奏（導演、編劇、演出、設定）

2020年
- 異世界四重奏2（導演、編劇、演出、設定）

2021年
- 東京卍復仇者小劇場（導演、編劇、演出）

2022年
- 今晚有貓伴身邊（導演、編劇）

2024年
- 小酒館Basue（導演、劇本統籌、編劇、美術監督）

### 電影動畫
2016年
- （－2017年，導演、編劇、演出）

2017年
- （導演、編劇 等）
- （導演、編劇、演出）
- 「NO GAME NO LIFE ZERO」Manner映像（導演、編劇、演出）

2022年
- 劇場版 異世界四重奏 ～Another World～（導演、編劇）

### OVA
2009年
- 世界奇妙漫☆畫太郎（日语：世にも奇妙な漫☆画太郎）（導演、編劇、音響監督）

2010年
- 我是御宅上班族。（日语：ぼく、オタリーマン。）（導演、編劇、音響監督）

2011年
- 地下冒險老師（導演、編劇、演出、音響監督）

2014年
- （編劇、演出）

2016年
- Delta小劇場（導演、編劇、演出）
- 昴宿昴宿小星團 ～納薩里克最大的危機～（導演、編劇、演出）

2017年
- （導演、編劇、演出）

### 網路動畫
2010年
- 農業天使（日语：あぐかる）（導演、編劇、音響監督、演出）

2012年
- （演出）

2013年
- 迷你加爾岡緹亞（導演）

2014年
- 農業天使PLAY WITH IBARAKI篇（日语：あぐかる）（－2015年，導演、劇本統籌、編劇、演出）
- 堤格君與戰姬親（導演、編劇、演出）

2015年
- https://www.youtube.com/playlist?list=PLBEss1hdhNp2_mqZlxkdD-kxkLppOdhca （页面存档备份，存于）（－2016年，導演、編劇、演出、CV 等）－講談社《BomBomTV》

2016年
- 怪獸娘 ～奧特怪獸擬人化計劃～（導演、劇本統籌、編劇、分鏡、演出、設定）

2017年
- （導演、編劇、演出）
- 來來貓（導演）

### 宣傳動畫
2015年
- https://www.youtube.com/watch?v=70yUAjLBUZg （页面存档备份，存于）（導演、作畫、動畫）

### 其它
2005年
- https://twitter.com/minopu/status/1513922718139580416 （页面存档备份，存于）（歌唱)

## 節目演出

### 廣播節目
2011年
- 蘆名實的A THOUSAND NIGHTS（至2017年，筑波電台（日语：つくばコミュニティ放送））
- Z（筑波電台）第134回
- Power of THE Ladies（筑波電台）9月30日放送集數
- （筑波電台）10月3日放送集數
- AGLIZM（日语：あぐりずむ）（TOKYO FM）10月13日放送集數

2015年
- 週六王國 -Saturday Kingdom-（日语：土曜王国）（IBS 茨城放送）3月14日放送集數

### 電視節目
2013年
- 起Do.jp（RKB每日放送）第6回放送特集[7]

2017年
- à nu研！秋葉原動畫娛樂研究所（TOKYO MX）第11回&12回

## 得獎歷
- －宮城、仙台動畫大獎2010「特別獎」[注 1]

## 腳註

## 外部連結
- （日語）－蘆名實的官方個人網站。
- （日語）
- 蘆名實的X（前Twitter） （日語）
- 蘆名實的Facebook專頁 （日語）